# هایاما، کاناگاوا
هایاما، کاناگاوا (به لاتین: Hayama, Kanagawa) یک منطقهٔ مسکونی در ژاپن است که در Miura District واقع شده‌است. هایاما ۱۷٫۰۶ کیلومتر مربع مساحت و ۳۲٬۸۳۵ نفر جمعیت دارد.